# Живалєво
Живалєво (мак. Живалево) — село в північно-східній частині Північної Македонії, в громаді Кратово, в околицях міста Кратово.

## Географія та розташування
Село Живалєво розташоване в центральній зоні території громади Кратово, на відстані лише кількох кілометрів від регіональної дороги Кратово – Куманово. Село розкиданого або розбитого типу, околиці якого піднімаються на висоту 500-600 метрів.[2] Околиця Живалєво розташована на пагорбах біля західного підніжжя Осогово з правого боку Кратовської реки. Село знаходиться на відстані 6,6 кілометрів від міста Кратово. Атар села Живалеве невеликий і займає площу 4,6 км2, з яких рілля займає площу 202,2 га, пасовища — 119 га, ліси — 103,7 га.

## Історія
У письмових джерелах село Живалєво зустрічається в турецьких переписних книгах 16-17 століть, коли село входило до вілаєту Кратово і було королівським хасом у Кюстендильському санджаку. У 16 столітті, в 1570 році, в селі Зівалєво проживало 7 сімей македонських християн і 11 неодружених, а також 13 мусульманських господарств і 6 неодружених, які виробляли до 50 вантажів пшениці, зерна, пшениці, сочевиці, винограду, вино, овочі та розводили свиней і бджіл, а також було 2 млини, за які платили податок у 4000 актів.

## Економіка
За складом атару село Живалєво має напівземлеробське призначення. Населення села Живалєво займається землеробством, тваринництвом, а також ремісничим обслуговуванням. Із сільського господарства найбільше представлене вирощування зернових, переважно пшениці та кукурудзи, та овочевих культур, таких як перець (зелений), баклажани, цибуля, часник, овочів – кавуни та гарбузи на відкритому повітрі, а з тваринництва – вирощування. переважно кіз і, меншою мірою, корів і великої рогатої худоби. На пагорбах навколо сільських будинків багато плантацій, де представлено виноградарство та садівництво.
Зовсім біля села при дорозі знаходиться фабрика «Иднина Змеј», яка виготовляє шліфувальну продукцію. Частина мешканців Туралєво працює на довколишніх заводах і заводах по шліфуванню пластин для різання та шліфування, які використовуються для потреб металургії «Иднина Змеј» і «Техно-абразив», на заводі «Добра вода», поблизу кам’яних кар’єрів для будівництва та родовищ корисних копалин, а також вони працюють як автоперевізники та будівельники в Скоп’є, Куманово та по всій Македонії. Поруч із фабрикою «Иднина Змеј» планується будівництво промислової зони з можливістю будівництва нових виробничих цехів.
З турецьких документів 16 століття відомо, що в Живалевому виробляли до 50 вантажів пшениці, зерна, жита, сочевиці, винограду, вина, овочів, розводили свиней і бджіл, а також було 2 млини, для яких сплачено податок 4000 актів.

## Населення
Живалєво – невелике поселення, яке в 1961 році мало 207 жителів, а в 1994 році кількість зменшилася до 164 жителів,усі македонці. З наведених даних можна відзначити, що у Живалевому не спостерігається значного падіння чисельності населення, тобто фіксується певна стабільність чисельності населення, що, швидше за все, пов’язано з його вигідним розташуванням поблизу головної дороги та маршруту руху та взагалі близькість до міста Кратово.
За переписом 2002 року в селі Живалеве проживало 155 жителів, усі македонці.
Згідно з останнім переписом населення 2021 року в селі проживало 102 жителі, з них 88 македонців, 3 інших та 11 осіб без даних.
Розподіл населення за національністю за даними перепису 2021 року:
| Мова           | Відсоток |
| -------------- | -------- |
| македонці      | 86,27%   |
| не визначилися | 10,78%   |
| інші           | 2,95%    |